# Johann Kerkmann
Johann Kerkmann, auch Johann Kreckelmann und Johann Kreckmann (geboren vor 1525; gestorben 1531 in Osnabrück) war ein deutscher Münzmeister.
Er schloss 1525 mit Bischof Erich II. von Grubenhagen einen Vertrag zwecks Münzherstellung ab. Danach sollte Kerkmann Münzen mit Wappen und Namen des Bischofs prägen, darunter beispielsweise Silbergroschen zu zwei Lot das Stück im Gegenwert zu einem Goldgulden. Der handschriftliche Vertrag hatte sich Ende des 19. Jahrhunderts in der Sammlung des Osnabrücker Ratsgymnasiums erhalten, von dem auch eine Abschrift publiziert wurde.
Nachdem Kerkmann jedoch auch Erfurter Münzen mit dem Buchstaben „C“ nachgeschlagen hatte, sogenannte „Morken“, wurde er gemeinsam mit seinem Knecht Johann von Buren auf Befehl des Bischofs nach dem strengen, von König Rudolf I. erlassenen Gesetz gegen Münzvergehen bestraft: Die beiden wurden auf dem Osnabrücker Marktplatz „in einem Kessel mit siedendem Öl zu Tode gesotten.“ Im selben Kessel wurde auf dieselbe Weise bald darauf auch der Münzmeister Lambert Flemming hingerichtet.
Der Kessel hing später bis zum Jahr 1788 an dem am Marktplatz befindlichen Gebäude der Osnabrücker Waage.